# Tanais dulongii
Tanais dulongii är en kräftdjursart som först beskrevs av Jean Victor Audouin 1826.  Tanais dulongii ingår i släktet Tanais och familjen Tanaidae. Arten är reproducerande i Sverige. Inga underarter finns listade i Catalogue of Life.